# Berlin Baskets
Die Berlin Baskets sind ein deutscher Basketballverein.

## Geschichte
Die Berlin Baskets wurden im Jahr 2007 gegründet. Sie entstanden aus den vorherigen Vereinen BBC Berlin, Marzahner Basket Bären und Basketball in Berlin. Heimstätte ist das Sportforum Hohenschönhausen.

### Herren-Team
- Die 1. Herren spielen in der Herren Landesliga Berlin.

### Damen-Team
- Die 1. Damen spielen in der Oberliga Berlin.

### Erfolge
- Damen: Erreichen des DBB-Pokal-Viertelfinales 2007/2008
- Damen: Die 2. Mannschaft wurde Meister in der 1. Regionalliga Nord 2007/2008
- Damen: Die 2. Mannschaft wurde Berliner Pokalsieger 2007/2008
- Damen: Die 1. Mannschaft wurde Meister in der 1. Regionalliga Nord 2009/2010